# 川西町総合運動公園
川西町総合運動公園（かわにしまちそうごうんどうこうえん）は、山形県東置賜郡川西町にある運動公園。

## 施設概要
- 川西町民体育館
  - 1階：柔剣道室、児童高齢者用体育室、トレーニング室、研修室
  - 2階：アリーナ（1,504m2（バレーボールコート3面分））
  - 3階：観覧席
  - 毎週月曜日（月曜日が祝日の場合は翌日）と年末年始期間は休館となる。
- 多目的運動場
  - グラウンド面積（14,000m2（ソフトボールコート2面分））
  - 使用料は予約制で無料だが、夜間の利用は照明施設利用料がかかる[1]。
  - 冬季間（12月～3月）は閉鎖となる。
- 川西町総合運動公園ホッケー競技場
- 宿泊施設（クラブハウス"AIK"）

## 駐車場
あり

## アクセス
- JR羽前小松駅から徒歩16分。